# ناحیه سیالکوت
ناحیه سیالکوت (به انگلیسی: Sialkot District) یکی ناحیه‌های پاکستان در پاکستان است که در سیالکوت واقع شده‌است. ناحیه سیالکوت ۳٬۰۱۶ کیلومتر مربع مساحت و ۳٬۸۹۳٬۶۷۲ نفر جمعیت دارد.